# Xã Hickory Grove, Quận Scott, Iowa
Xã Hickory Grove (tiếng Anh: Hickory Grove Township) là một xã thuộc quận Scott, tiểu bang Iowa, Hoa Kỳ. Năm 2010, dân số của xã này là 649 người.